# マルクス・ココ
マルクス・レジス・ココ（Marcus Regis Coco，1996年6月24日 - ）は、フランス・グアドループ・レザビーム出身のサッカー選手。ポジションはフォワード。FCナント所属。

## タイトル
ギャンガン
- クープ・ドゥ・ラ・リーグ 準優勝: 2018-19[2]

ナント
- クープ・ドゥ・フランス: 2021-22[3]